# Urostachys mandiocanus
Urostachys mandiocanus là một loài thực vật có mạch trong Họ Thạch tùng. Loài này được (Raddi) Herter miêu tả khoa học đầu tiên năm 1923.